# Charles Porter
Charles Michael «Chilla» Porter (Brisbane, Australia, 11 de enero de 1936-Perth, 15 de agosto de 2020) fue un atleta australiano, especializado en la prueba de salto de altura en la que fue subcampeón olímpico en 1956.

## Carrera deportiva
En los JJ. OO. de Melbourne 1956 ganó la medalla de plata en el salto de altura, con un salto de 2.10 metros, siendo superado por el estadounidense Charles Dumas que con 2.12 m batió el récord olímpico, y por delante del soviético Igor Kashkarov (bronce con 2.08 m). Cuatro años después participó en los Juegos Olímpicos de Roma de 1960.
Obtuvo la medalla de plata en los Juegos de la Mancomunidad de 1958 y en la edición de1962. Fue siete veces campeón nacional de salto. En 2011 fue incluido en el Salón de la Fama de Atletismo de Australia.

## Retirada
Una vez se hubo retirado, fue elegido diputado estatal en el estado de Queensland, cargo que ocupó entre 1966 y 1980. Tras dejar el cargo de diputado, fue nombrado director de la división estatal del Partido Liberal de Australia Occidental. Entre 1995 y 1996 ocupó la presidencia del Instituto de Deporte (WAIS).
Falleció el 16 de agosto de 2020 en su domicilio en Perth a causa de un cáncer óseo.